# جيزا روهريج
جيزا روهريج (بالإنجليزية: Géza Röhrig)‏ هو ممثل وشاعر مجري ولد في 11 مايو 1967.والدته تركت عائلته بعد ولادته ووالده توفي وهو في سن الرابعة لذلك قضى طفولته في دار أيتام.

## وصلات خارجية
- جيزا روهريج على موقع IMDb (الإنجليزية)
- جيزا روهريج على موقع ألو سيني (الفرنسية)
- جيزا روهريج على موقع أول موفي (الإنجليزية)
- جيزا روهريج على موقع قاعدة بيانات الأفلام السويدية (السويدية)
- جيزا روهريج على موقع قاعدة بيانات الفيلم (الإنجليزية)
- جيزا روهريج على موقع كينوبويسك (الروسية)

لم يتم العثور على روابط لمواقع التواصل الاجتماعي.